# جيرة

جيرة

جره (گره) هي مجموعة من خمسة طرق للتبليط (tiling) التي أُستخدمت كأنماط في زخرفة المباني في العمارة الإسلامية. هي معروفة انها كانت تستخدم منذ حوالي سنة 1200 ووجد تحسنا كبيرا في ترتيباتها في ضريح درب إمام في اصفهان في إيران تم بنائه في 1453.

## نماذج الجيرة الخمسة
هناك خمسة أشكال للتبليط وهي:
- عشاري منتظم مع عشرة من زوايا داخلية = 144 درجة؛
- هيئة مستطيلة (محدبة غير نظامية) مع مسدس الزوايا الداخلية من 72 درجة مئوية، 144 درجة مئوية، 144 ° ، 72 ° و 144 ° و 144 ° ؛
- فراشة (ليس مسدس محدب)، مع زوايا داخلية = 72 ° ، 72 ° و 216 ° ، 72 ° ، 72 ° و 216 ° ؛
- معين مع زوايا داخلية = 72 ° و 108 ° ، 72 ° و 108 ° ؛
- خماسي منتظم مع خمسة زوايا داخلية = 108 درجة.

نماذج الجيرة الخمسة

## أرابيسك هندسي
الجيرة (girih) هي نموذج لرسوم هندسية معقدة يسميه العلماء «شبه بلوري» (Quasicrystal).
من خلال تحليل بنية الزينة والأنماط المستخدمة على نطاق واسع، وجد الباحثون نموذج معقد، الذي أنشئ من اشكال هندسية كالنجوم والمراسي والمضلعات. استخدمت الجيرة في المباني الإسلامية في القرن الخامس عشر. تصميم متقدم، ولكنه مع ذلك له تماثل لا يكرر نفسه. اكتشفها الغرب لأول مرة في السبعينات بفضل وصف عالم الرياضيات والفيزياء البريطاني روجر بينروز.
كانوا أمامنا إلى ما لا يقل عن 500 سنة، «ويقول بيتر ج، لجريدة لاريبوبليكا، صاحب البلاغ الأول للبحوث. وفي أوقات» صراع الحضارات «، ينبغي أن يكون هذا موضوع للتأمل، ويقدم للغرب دوافع جديدة لدراسة ثقافة وتاريخ العالم الإسلامي، وبخاصة في المرحلة الراهنة الجيوسياسية»، ويقول أيضاً، إذا عملنا سيساهم في تسليط الضوء على تقدم العلوم والرياضيات في العصور الوسطى في العالم الإسلامي، سيكون لي فخر كبير. وربما سيكون مستوى أعلى من التفاهم بين ثقافتين لا يرون بنفس الطريقة الكثير من الأشياء.

### سرالعمارة الإسلاميةفي العصور الوسطى، هو استخدام صيغ رياضية منالقرن العشرين

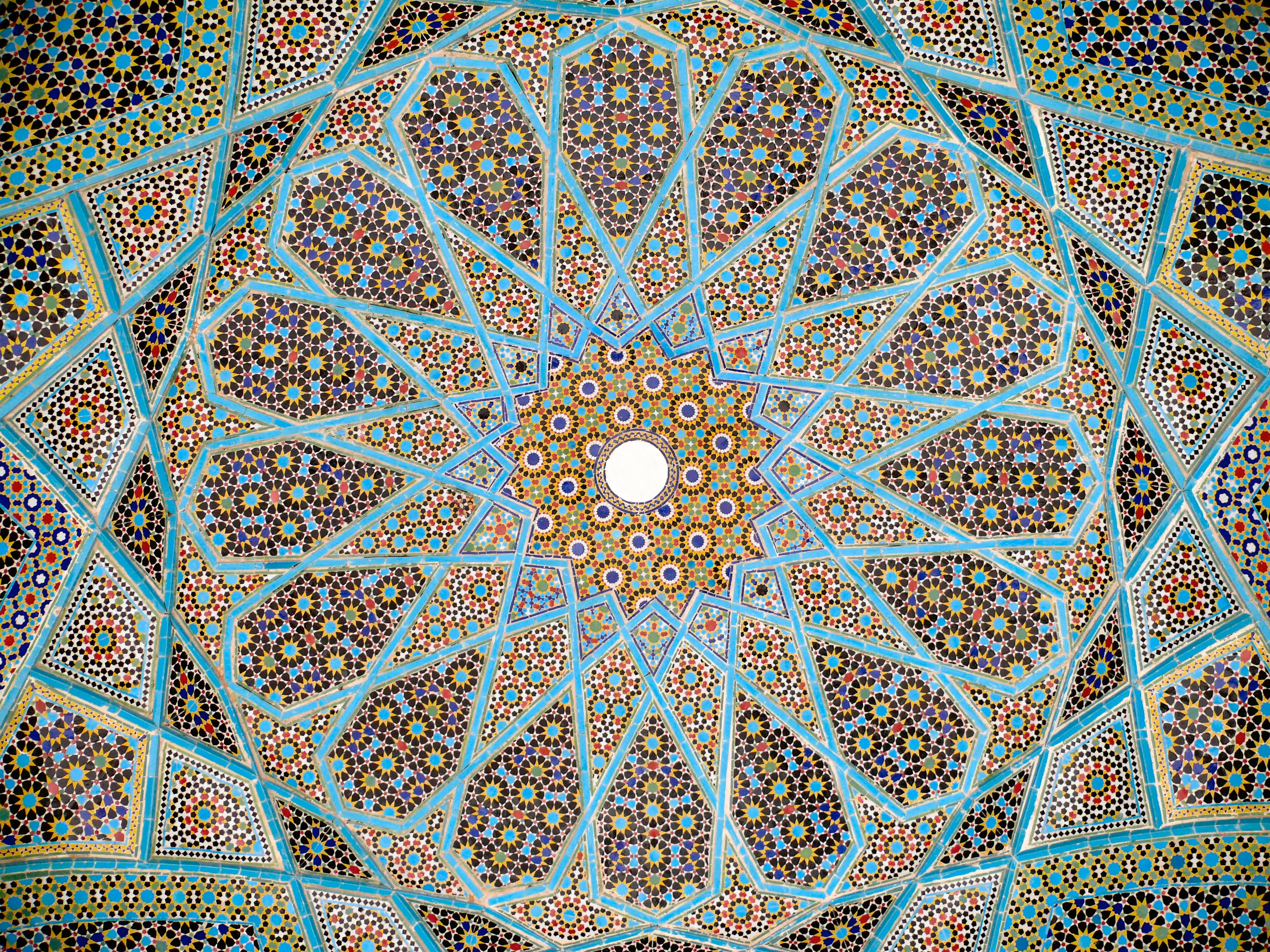
سقف المقصورة التي تغطي قبر حافظ الشيرازي وهي مصقولة بالفسيفساء، ويتبع هذا التصميم نظام الجيرة

دراسة علمية أمريكية أثبتت ان في الزينة الهندسية هياكل معقدة التي تكشف عن معرفة متطورة غير معروفة في الغرب حتى السبعينات.
ما هو العامل المشترك في مدارس أوزبكستان وبغداد، ومسجد أصفهان في إيران والمباني المقدسة في اجرا في الهند وحيرات في أفغانستان؟. إتقان الزينة الخزفية، بنظام قادر على خلق أرابيسك هندسي جميل بتناظر أصيل. ثمة علامة أو شعار (logo) للإسلام، ذات وجود ثابت منذ العصور الوسطى، من وسط آسيا إلى الشرق الأوسط.
ولكن وراء ما يبدو حتى الآن مهارة مدرسة حرفية، تختبئ صيغ رياضية معقدة، فهمها الغرب بعد 500 سنة، في عام 1970. كما تؤيد دراسة أميركية نشرت في المجلة العلمية ساينس (Science).
سر تصاميم التبليط المعقدة الإسلامية، هو ما يسميه العلماء الهندسة شبه البلورية. مخطط يحدد هيكل من الكريستال من دون الحفاظ على وجه دقة التماثل. بحيث يحقق أشكال في غاية التعقيد، ينطوي عليها معرفة رياضية متقدمة جدا.
لمدة طويلة كان في الاعتقاد ان الزخارف الهندسية التي ميزت العمارة الإسلامية كانت قد نُفذت بفضل الفرجار والمسطرة. ولكن بيتر ج لو (Peter J. Lu) من جامعة هارفارد، إلى جانب بول ج. Steinhardt من جامعة برينستون، يقول إن هذه الأدوات ليست كافية لتفسير نتائج هذا الكمال، التي هي خاليه من أي تشويه والتي نفذت على مساحات واسعة.